# Cápák és ráják
A cápák és ráják (Elasmobranchii) alosztályába a porcos halak közül a legtöbb faj ide tartozik. Képviselőik kopoltyúval lélegeznek, amelyből általában 5 van.

## Rendszerezés
Az alosztályba az alábbi 2 öregrend és  11 rend tartozik:
- Rájaszerűek (Batoidea)
  - rájaalakúak (Rajiformes)
  - Rhinopristiformes
  - elektromosrája-alakúak (Torpediniformes)
- Cápák (Selachimorpha)
  - kékcápaalakúak (Carcharhiniformes)
  - bikafejűcápa-alakúak (Heterodontiformes)
  - szürkecápa-alakúak (Hexanchiformes)
  - heringcápa-alakúak (Lamniformes)
  - rablócápa-alakúak (Orectolobiformes)
  - fűrészescápa-alakúak (Pristiophoriformes)
  - tüskéscápa-alakúak (Squaliformes)
  - angyalcápa-alakúak (Squatiniformes)